# Milionia bipuncta
Milionia bipuncta är en fjärilsart som beskrevs av James John Joicey och Talbot. Milionia bipuncta ingår i släktet Milionia och familjen mätare. Inga underarter finns listade i Catalogue of Life.